# Frieda Seidlitz
Frieda Seidlitz gelegentlich auch Frida Seidlitz (* 2. September 1907 in Weißensee bei Berlin; † 27. Mai 1936 in Berlin) war eine deutsche Widerstandskämpferin gegen das NS-Regime.

## Leben

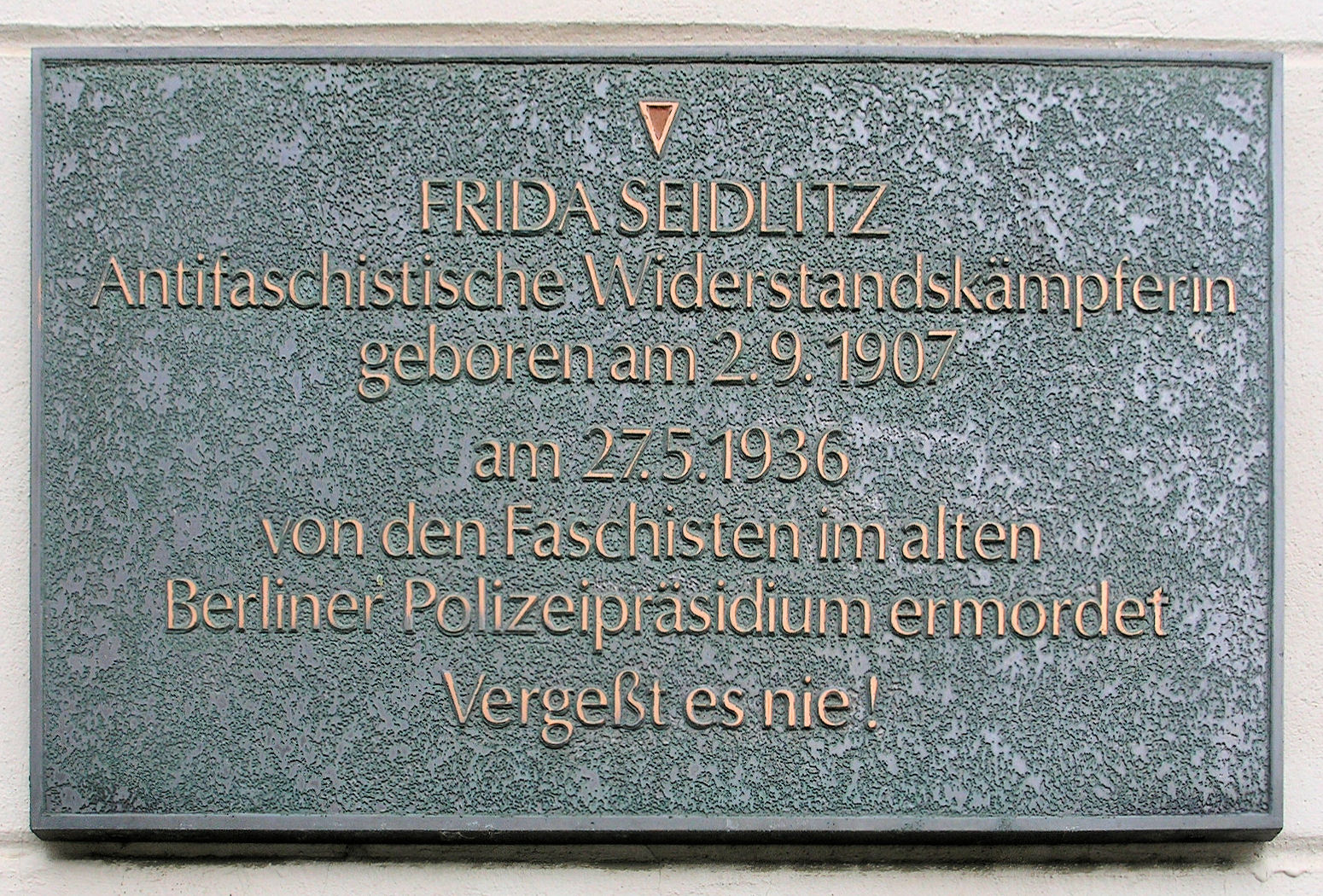
Gedenktafel am Haus Heinersdorfer Straße 32, in Berlin-Weißensee

Frieda Seidlitz war von Beruf Verkäuferin.
1931 wurde sie Mitglied der KPD. Sie war die Verlobte von Martin Weise.
Im April 1933 wurde sie wegen des von ihr verübten Widerstands gegen den Nationalsozialismus verhaftet. Nach der Entlassung flüchtete sie in die Tschechoslowakei.
Als Kurierin der KPD-Auslandsleitung kehrte sie nach Deutschland zurück und wurde Mitglied der illegalen Gebietsleitung der Roten Hilfe in Berlin-Brandenburg. Sie arbeitete dabei in unmittelbarer Kooperation mit Fritz Hödel (1889–1966), der zuvor den Unterbezirk der Roten Hilfe in Weißensee leitete und dann die Leitung des Bezirks Nord-Berlin übernahm. Gemeinsam organisierten sie die Flucht von 40 bis 50 gefährdeten Widerstandskämpfern.
Frieda Seidlitz lebte „illegal“ in Berlin und hatte innerhalb der Widerstandsbewegung der Roten Hilfe eine Schlüsselstellung inne. Sie war sowohl die Materialkurierin zwischen den vier Berliner Bezirken als auch die entscheidende Verbindung zur Technik-Abteilung um Max Treder und Charlotte Gerbeit.
Im April 1936 von der Gestapo verhaftet, nahm sie sich am 27. Mai 1936 wegen der bei den Vernehmungen erlittenen Misshandlungen das Leben, um nicht andere „Mitverschwörer“ zu gefährden.

## Ehrungen
- Am 8. April 1960 wurde in Berlin-Weißensee die Frieda-Seidlitz-Straße nach ihr benannt.[2]
- Die 3. POS in Weißensee trug den Namen Frieda Seidlitz